# Polymixis rmadia
Polymixis rmadia är en fjärilsart som beskrevs av Charles E. Rungs 1967. Polymixis rmadia ingår i släktet Polymixis och familjen nattflyn. Inga underarter finns listade i Catalogue of Life.